# (27874) 1995 YM1
1995 واي أم 1 (ويعرف أيضًا باسم (27874) 1995 واي أم 1 وفق تسمية الكوكب الصغير) (بالإنجليزية: 1995 YM1)‏؛ هو كويكب ضمن حزام الكويكبات.
اكتُشف هذا الجُرم الفلكي بواسطة تاكاو كوباياشي في 21 ديسمبر 1995، وترتيبه 27874 من حيث الاكتشاف.

## الوصف
اكتُشف 278741995YM في 21 ديسمبر 1995 في مرصد أويزومي الفلكي، الواقع في أويزومي، محافظة غونما في اليابان، بواسطة عالم الفلك الياباني تاكاو كوباياشي. وقد رصد المشروع 1,032 مشاهدة للكويكب إلى غاية 8 يوليو 2021 بتوقيت منطقة المحيط الهادئ، أي في مدة قدرها 9,337 يومًا (25.6 عام). تستغرق الفترة المدارية للكويكب 1,280 يومًا (3.5 عام).

## الخصائص المدارية
يتميز مدار هذا الكويكب بنصف محور رئيسي يبلغ 2.31 وحدة فلكية، وحضيض قدره 2.01 وحدة فلكية، وانحراف قدره 0.13 وزاوية ميلان 6.6 درجة بالنسبة لمسار الشمس. بسبب هذه الخصائص، أي نصف المحور الرئيسي بين 2 و3.2 وحدة فلكية وحضيض أكبر من 1,666 وحدة فلكية، يُصنف هذا الجُرم الفلكي وفقًا لقاعدة بيانات مختبر الدفع النفاث لأجرام النظام الشمسي الصغيرة كائنًا من حزام الكويكبات الرئيسي.

## الخصائص الفيزيائية
يُقدر القدر المطلق (H) لـ278741995YM بـ15.52 ووضاءته بـ0.240، مما يمكِّن تقدير قطره بـ 1.965كم. استُخلصت هذه النتائج بفضل ملاحظات مستكشف الأشعة تحت الحمراء عريض المجال (WISE)، وهو مرصد فضائي أمريكي وُضع في المدار في عام 2009 ويراقب السماء بأكملها بالأشعة تحت الحمراء، في عام 2011، نُشرت النتائج الأولى المتعلقة بالكويكبات من الحزام الرئيسي.

## وصلات خارجية
- (27874) 1995 YM1 في قاعدة بيانات مختبر الدفع النفاث لأجرام النظام الشمسي الصغيرة

- الاكتشاف · مخطط المدار ·  العناصر المدارية · المعلمات المادية

- (27874) 1995 YM1 على موقع ويكي سكاي: DSS2, SDSS, GALEX, IRAS, Hydrogen α, X-Ray, Astrophoto, Sky Map, Articles and images